# Tri-Cities (Tennessee)
Als Tri-Cities wird eine Region in den USA bezeichnet, die durch die drei Städte Johnson City, Kingsport und Bristol im Bundesstaat Tennessee definiert wird. Hinzu kommen weitere umliegende Städte und Gemeinden im Nordosten Tennessees und im Südwesten Virginias.
Statistisch gesehen stellt Tri-Cities entsprechend der Einstufung durch das Office of Management and Budget eine Combined Statistical Area dar, welche die offizielle Bezeichnung Johnson City-Kingsport-Bristol, TN-VA trägt. Sie besteht aus zwei Metropolitan Statistical Areas (Stadtgebiete mit mindestens 50.000 Einwohnern): Johnson City, TN und Kingsport-Bristol-Bristol, TN-VA.
Durch das United States Census Bureau wurden folgende Einwohnerzahlen für Johnson City-Kingsport-Bristol ermittelt:
| Jahr | Gesamt  | Johnson City | Kingsport-Bristol-Bristol |
| ---- | ------- | ------------ | ------------------------- |
| 1990 | 436.047 | 160.369      | 275.678                   |
| 2000 | 480.091 | 181.607      | 298.484                   |
| 2010 | 508.260 | 198.716      | 309.544                   |

Sie leben auf einer Landfläche von 2.863,69 Quadratmeilen (davon 853,83 in Johnson City, TN), was 2010 einer Bevölkerungsdichte von 177,5 Einwohnern pro Quadratmeile entsprach.
Für 2019 liegt eine Schätzung von 511.404 Einwohnern vor. In einem Haushalt leben statistisch ca. 2,3 Personen. Das Durchschnittsalter liegt mit 44,7 Jahren rund 20 Prozent über dem in den gesamten Vereinigten Staaten und dem in Tennessee. 87,5 % der Einwohner haben mindestens einen Highschool-Abschluss und 24,4 % einen akademischen Grad wie Bachelor oder höher (Vereinigte Staaten: 33,1 %). Das Pro-Kopf-Einkommen liegt mit 28.967 Dollar rund 80 Prozent unter dem landesweiten Wert. Der Anteil der Menschen, die unter der Armutsgrenze leben, ist mit 16,5 % vergleichsweise hoch, auch bezogen auf Tennessee (13,9 %). Die Anzahl der Einwohner, welche in einem anderen Land geboren wurden (2,2 %) oder eine Fremdsprache zu Hause sprechen (2,9 %) beträgt weniger als ein Fünftel der landesweiten Durchschnittswerte.